# Mozaïek (band)
Mozaïek was een Vlaamse band, die actief was van eind jaren '90 tot 2002.

## Carrière
Mozaïek kende zijn eerste hitsucces met de single Jou Alleen in 1998. Wat Zie Ik Je Graag was de opvolger, ook uit 1998, die succesvoller was dan de eerste single. In 2000 bereikte Mozaïek samen met Walter Grootaers de eerste plaats in de Ultratop 50. De single Leef was het begeleidende nummer bij het eerste seizoen van Big Brother in Vlaanderen. Van de single werden meer dan 100.000 stuks verkocht.

## Leden
De groep werd opgericht door Kristof Lasure die schoolkameraad Stef Nys onder de arm nam voor dit muzikale avontuur. Hun eerste openbare optreden was een liveconcert in Tienen voor Radio 2 dat live uitgezonden werd. Later toerden ze door Vlaanderen en Nederland en stonden ook op een groot aantal festivalpodia zoals Maanrock, Gentse Feesten, Rock Affligem en Marktrock Leuven, waaronder eenmaal op het grote podium van de Oude Markt. Een toer in verschillende theaterzalen in Nederland als voorprogramma van Clouseau leverde hen ook bekendheid over de grens op.
De band verdween van het decor toen het platencontract niet werd verlengd.

## Discografie
| Single met hitnotering(en) in de Vlaamse Ultratop 50 | Datum van verschijnen | Datum van binnenkomst | Hoogste positie | Aantal weken | Opmerkingen          |
| ---------------------------------------------------- | --------------------- | --------------------- | --------------- | ------------ | -------------------- |
| Jou Alleen                                           | 1998                  | 25-04-1998            | 44              | 2            |                      |
| Wat Zie Ik Je Graag                                  | 1998                  | 26-12-1998            | 12              | 16           |                      |
| Leef                                                 | 2000                  | 21-10-2000            | 1               | 18           | met Walter Grootaers |